# Lúcio Postúmio Megelo (cônsul em 305 a.C.)
Lúcio Postúmio Megelo (em latim: Lucius Postumius Megellus) foi um político da gente Postúmia da República Romana, eleito cônsul por três vezes, em 305, 294 e 291 a.C. com Tibério Minúcio Augurino, Marco Atílio Régulo e Caio Júnio Bubulco Bruto respectivamente.
Membro da antiga gente patrícia dos Postúmios, uma das principais envolvidas no chamado Conflito das Ordens, a luta dos plebeus pela igualdade política em Roma, a carreira de Megelo foi marcada pelo seu comportamento arrogante e opressivo em relação a seus colegas magistrados e com os cidadãos da República. Sua carreira também foi intimamente ligada com a Terceira Guerra Samnita, pois era um dos principais generais romanos da época, o que lhe permitiu galgar até os mais altos cargos políticos. Megelo utilizou livremente suas vitórias para avançar sua carreira, muitas vezes desconsiderando a lei (como seu claro desrespeito às Leges Genuciae para conseguir seu terceiro mandato em 291 a.C.).
Lúcio Postúmio Megelo, cônsul em 262 a.C., era seu filho.

## Início da carreira
Megelo ganhou proeminência pela primeira vez durante seu mandato como edil curul, por volta de 307 a.C., quando ele multou pesadamente ("pecunia multaticia") todos os que violavam a Lex Licinia Sextia apoderando-se de terras públicas. Com o dinheiro arrecadado, Megelo prometeu construir um templo dedicado à deusa romana Vitória, uma promessa que ele cumpriu em 294 a.C.

## Primeiro consulado (305 a.C.)

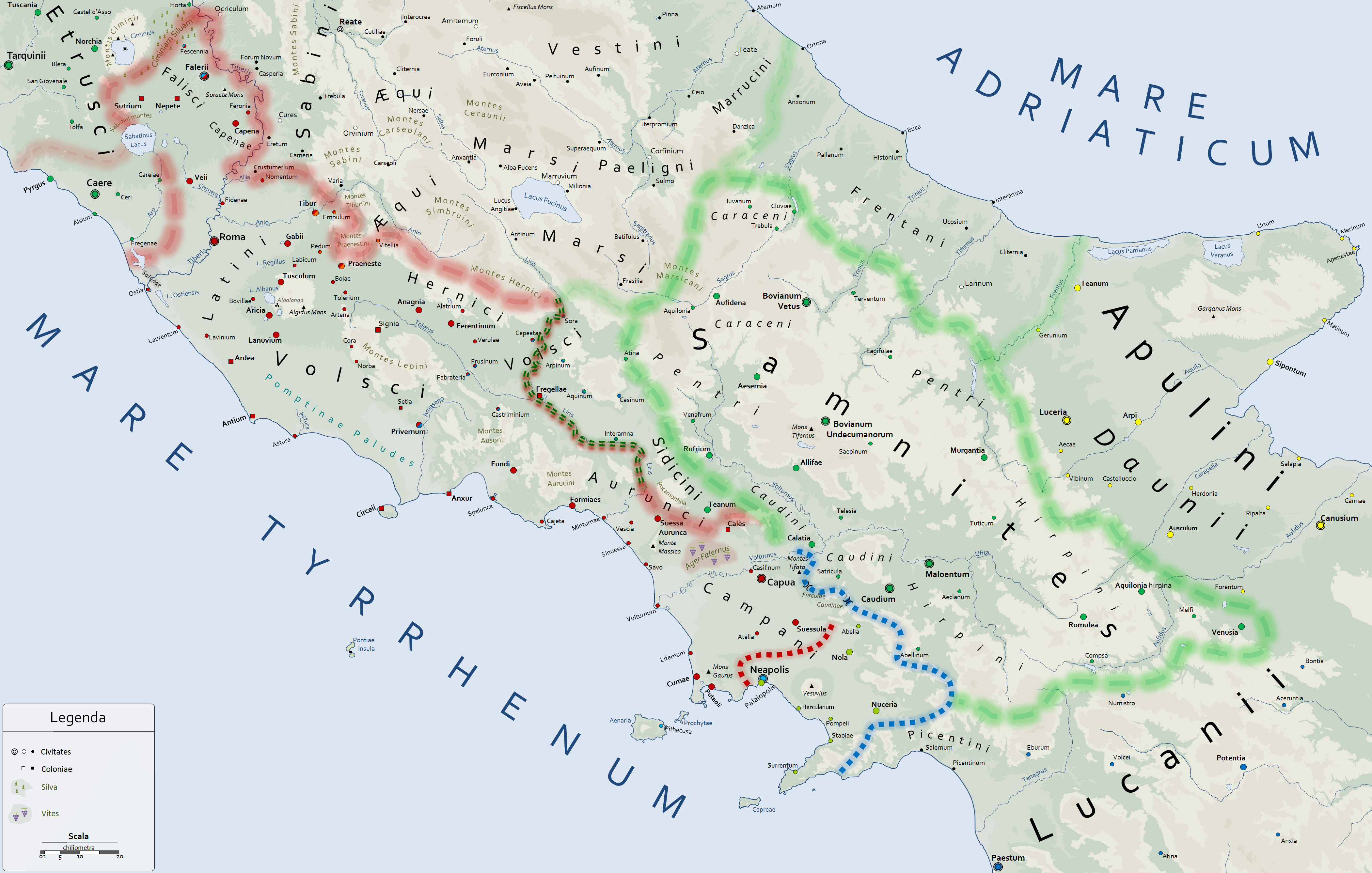
Mapa do centro da península Itálica na época da Segunda Guerra Samnita (326–304 a.C.).

Megelo foi eleito cônsul em 305 a.C. com Tibério Minúcio Augurino. Já nos movimentos finais da Segunda Guerra Samnita, os dois cônsules se dirigiram a Sâmnio para continuar a guerra, cada um numa região diferente: Postúmio seguiu para Tiferno e Megelo, a Boviano (Bojano). Postúmio, que comandava a coluna oriental, superou uma forte resistência samnita em Tiferno antes de se juntar novamente à coluna de Megelo. Juntos, os exércitos lutaram na Batalha de Boviano, que foi a vitória decisiva e final da guerra, pois os samnitas pediram a paz após a perda de Boviano.
Retornando a Roma, Megelo e seu colega, o cônsul sufecto Marco Fúlvio Curvo Petino, tomaram as cidades de Sora, Arpino e Cerênia. Lívio afirma que Megelo teria recebido um triunfo por sua vitória, mas esta informação não é confirmada pelos Fastos Triunfais.

## Período intermediário (304–295 a.C.)
Com o reinício das hostilidades, em 298 a.C., Roma rapidamente se viu precisando de comandantes militares com experiência em combate contra a coalização de inimigos, com samnitas ao sul aliados com os etruscos, úmbrios e gauleses ao norte. Assim, em 295 a.C., com Roma ameaçada por uma iminente invasão, Megelo, um cidadão privado e inelegível novamente para o consulado por causa da Lei Genúcia, recebeu poderes de um propretor como um "privatus cum imperio" ("cidadão privado com poder de império"). Ele recebeu o comando de uma legião, acampada no monte Vaticano, do lado direito do Tibre. Como parte da campanha que culminaria na Batalha de Sentino, Megelo recebeu ordens de atacar os etruscos, em particular os exércitos e o território à volta da cidade de Clúsio. Acredita-se que ele não esteve envolvido em mais nenhuma campanha de relevo e retornou para Roma logo depois que seu exército foi debandado.

## Segundo consulado (294 a.C.)
Em 294 a.C., foi eleito novamente, desta vez com Marco Atílio Régulo. Megelo recebeu o comando das forças do sul. Primeiro Megelo foi para Sora e, de lá, seguiu para Marsica e para a Apúlia, onde foi derrotado e forçado a fugir. Depois de ser ferido, viu-se obrigado a se refugiar em Lucéria com uns poucos homens.
Retornando a Roma para se recuperar de seus ferimentos, dedicou o Templo da Vitória, no Palatino, construído com as multas que aplicou durante seu mandato como edil curul. Depois de se recuperar, voltou para Sâmnio, onde capturou Miliônia (moderna Ortona dei Marsi) e Ferentino, que fora abandonada para os romanos.
Relatos contraditórios afirma que Megelo também esteve na Etrúria em 294 a.C., mas tendem a ser desconsiderados por estudiosos modernos. No final da temporada de campanhas militares, celebrou um triunfo sobre os samnitas que ficou famoso pois seus inimigos no Senado alegaram que ele não era devido, pois ele havia deixado a província que o Senado lhe apontou quando voltou para Roma ao ser ferido, uma tecnicalidade. Ignorando a oposição, Megelo celebrou o triunfo sem a costumeira permissão do Senado, o que lhe valeu um considerável número de inimigos.

## Período intermediário (293–292 a.C.)

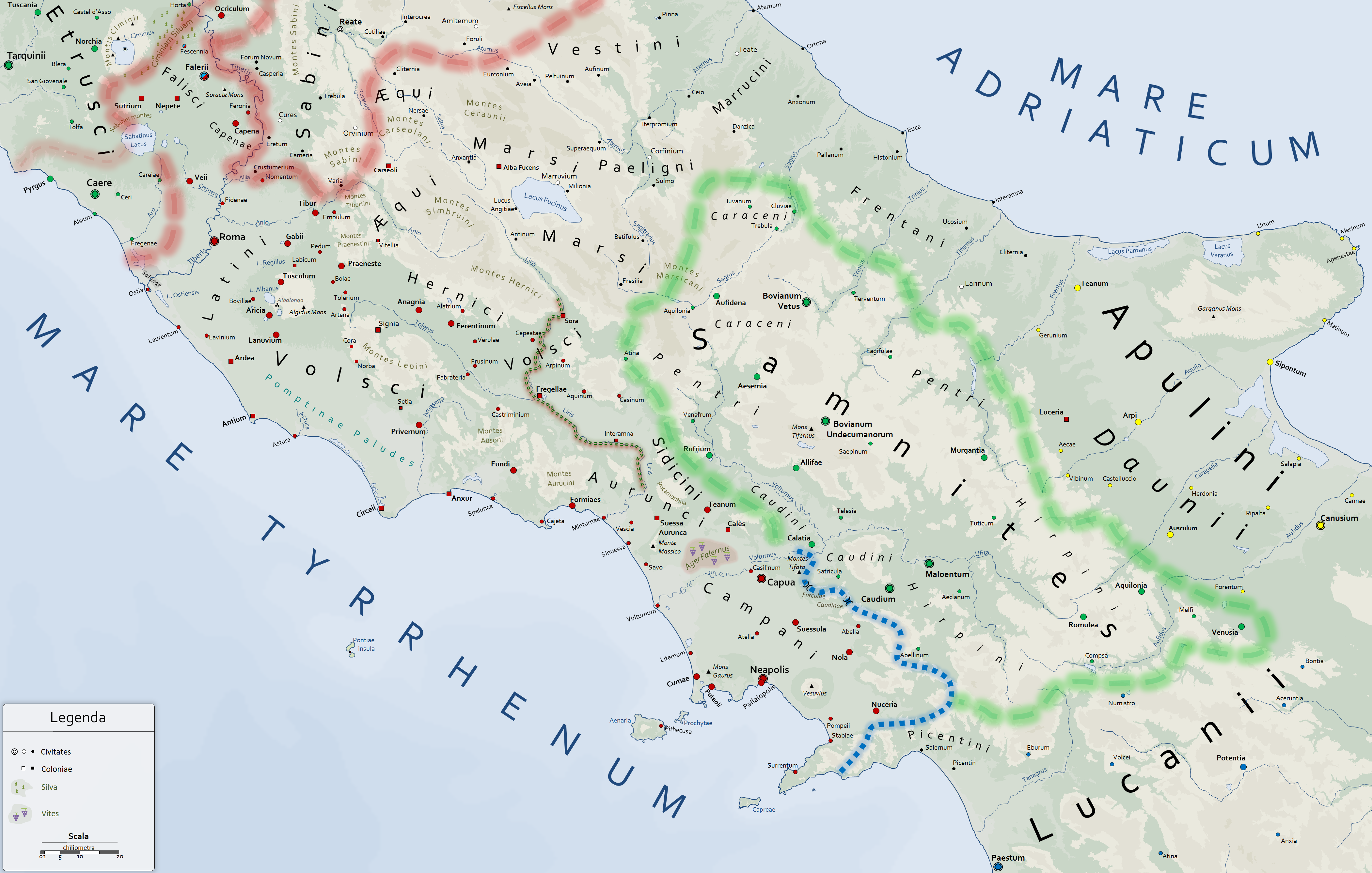
Mapa do centro da península Itálica na época da Terceira Guerra Samnita (298–290 a.C.).

Logo que deixou o cargo, em 1 de janeiro de 293 a.C., Megelo foi imediatamente ameaçado com processo por seus atos como cônsul pelo tribuno da plebe Marco Câncio. Porém, com a crise em curso por causa da guerra contra os samnitas, sua habilidade militar ainda era desesperadamente necessária. Consequentemente, Megelo foi nomeado legado pelo cônsul Espúrio Carvílio Máximo e um acordo foi alcançado para suspender seu processo até o final da temporada. Porém, as vitórias alcançadas por Carvílio Máximo, especialmente a Batalha de Aquilônia, na qual Megelo lutou, fizeram com que o julgamento jamais fosse realizado, pois seus adversários acreditavam que sua popularidade significava que ele seria inevitavelmente considerado inocente.
No final de 292 a.C., Megelo foi nomeado interrex para convocar a Assembleia das centúrias e realizar as eleições consulares. Durante o processo, motivado pelo fato de que a guerra contra Sâmnio estava virtualmente vencida, ele tomou a decisão completamente fora do normal de nomear a si mesmo, violando a Lei Genúcia, que proibia que uma mesma pessoa servisse como cônsul novamente no espaço de dez anos.

## Terceiro consulado (291 a.C.)

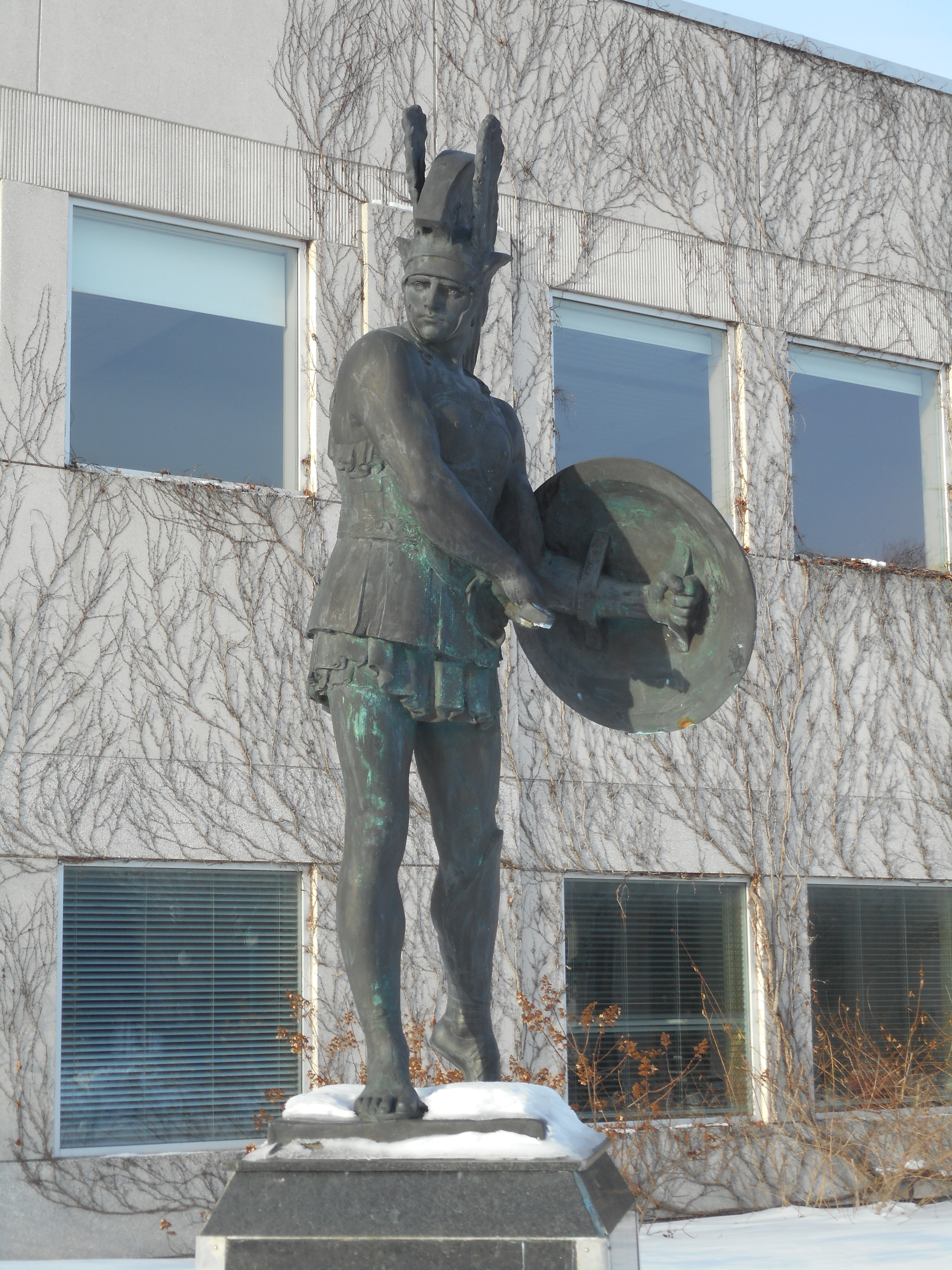
Estátua de um soldado samnita em Pietrabbondante, na Itália.

Depois deste movimento bastante polêmico, Megelo acabou eleito com Caio Júnio Bubulco Bruto. Seu primeiro ato foi exigir que Sâmnio fosse designada seu teatro de operações, sem esperar o usual sorteio pelos comandos provinciais. Apesar das árduas objeções de Caio Júnio, que decidiu não impor seu veto, o pedido de Megelo acabou atendido e ele partiu imediatamente com suas tropas, apesar de a resistência já estar quase completamente esmagada e o cônsul do ano anterior, Quinto Fábio Máximo Gurges, ainda estar em campo com seu exército com poderes proconsulares.
No decurso dos dois anos anteriores, Megelo conquistou grandes porções de terras florestadas dos samnitas, que, embora tecnicamente fosse terras públicas, ele estava tratando como se fossem suas. Depois de marchar para a fronteira de Sâmnio, ao invés de seguir imediatamente até Gurges, que estava cercando Comínio, Megelo utilizou cerca de 2 000 de seus soldados para começar a limpar a terra, o que levou um considerável período de tempo, antes de finalmente avançar. Segundo Dionísio de Halicarnasso, o invejoso Megelo impediu que Gurges tomasse a fortaleza samnita de Comínio. Aproximando-se da cidade, ele escreveu para Gurges ordenando-lhe que deixasse Sâmnio. Gurges declinou, declarando que seu comando lhe havia sido concedido pelo Senado, e escreveu para Roma pedindo que o Senado confirmasse a ordem. O Senado enviou uma delegação de senadores até Megelo ordenando que ele não desfizesse um decreto do Senado. Megelo respondeu aos enviados que, como ele era o cônsul romano legitimamente eleito, ele é que comandava o Senado e não cabia ao Senado ditar como ele deveria realizar seus deveres. Ele então marchou para Comínio e forçou Gurges a renunciar ao seu comando. Gurges não tinha outra escolha a não ser obedecer e Megelo, assumindo o comando dos dois exércitos, imediatamente enviou Gurges de volta para Roma. Comínio rapidamente caiu e Megelo imediatamente realizou uma campanha contra os hirpínios, seguida pela captura de Venúsia.
Com Venúsia tomada, Megelo recomendou que Senado a transformasse numa colônia e, apesar de a sugestão ter sido aceita, os senadores foram convencidos pelos Fábios, que eram inimigos jurados de Megelo, a não nomearem Megelo como um dos comissários responsáveis por determinar a distribuição das terras aos colonos e supervisionar a fundação da nova colônia. Furioso, Megelo decidiu distribuir todo o resultado de seus saques entre os soldados para que nada sobrasse para o Tesouro Romano. Além disso, ele debandou seus exércitos antes que seu sucessor pudesse chegar para assumir o comando. Retornando a Roma, ele exigiu um novo triunfo pelas suas vitórias, o que foi negado pelo Senado. Ele pediu então o apoio do povo, mas teve uma recepção morna. Incansável, Megelo pediu a ajuda dos tribunos da plebe e, embora tenha conseguido o apoio de três, os outros sete vetaram o pedido. O Senado, por sua vez, votou um triunfo para o homem que ele expulsou, Quinto Fábio Máximo Gurges, permitindo que ele reivindicasse o crédito pela captura de Comínio.

## Anos finais
Como consequência de seu comportamento agressivo, assim que Megelo deixou o cargo, em 1 de janeiro de 290 a.C., foi processado por dois tribunos da plebe com a acusação de ter empregado tropas do estado em suas próprias terras. Ele foi condenado pelas trinta e três tribos romanas e multado em 500 000 asses, a multa mais pesada imposta a um cidadão romano até então.
A última atividade pública conhecida de Megelo ocorreu em 282 a.C., quando Roma recebeu o pedido de interceder em nome da cidade de Túrio, que estava sofrendo com raides dos lucanos e brutos. Quando os romanos navegaram seus próprios navios até a baía de Tarento, os tarantinos assumiram o ato como uma violação do tratado que proibia navios romanos no local. Eles atacaram os navios com sucesso e imediatamente atacaram Túrio, capturando cidadãos romanos no processo. Roma enviou Megelo até Tarento para exigir a soltura deles e a entrega dos tarentinos que haviam atacado Roma. Suas exigências foram rejeitadas imediatamente e Megelo foi tratado sem o costumeiro respeito dispensado a embaixadores; os tarentinos zombaram sua toga romana, sua pronúncia imperfeita do grego e, quando levavam Megelo para fora da cidade, eles aparentemente urinaram nele.